# Борисоглебский округ
Борисоглебский округ — административно-территориальная единица Центрально-Чернозёмной области РСФСР, существовавшая в 1928—1930 годах. Административный центр — город Борисоглебск.
14 мая 1928 года ВЦИК и СНК РСФСР приняли постановление об образовании на территории бывших Воронежской, Курской, Орловской и Тамбовской губерний Центрально-Чернозёмной области (ЦЧО) с центром в городе Воронеже. 16 июля 1928 года был определён состав округов ЦЧО, а 30 июля 1928 года — сеть районов. Всего было создано 11 округов и 178 районов, в числе прочих был образован Борисоглебский округ.
В 1930 году существование округов было признано нецелесообразным и 23 июля 1930 года по постановлению ЦИК и СНК СССР окружное деление было упразднено. Борисоглебский округ был ликвидирован, входившие в него районы стали подчиняться непосредственно областному центру ЦЧО.
Был разделён на 14 районов:
- Алешковский,
- Архангельский,
- Борисоглебско-Пригородный,
- Верхне-Карачанский,
- Добринский,
- Елань-Коленовский,
- Жердевский,
- Мордовский,
- Новохоперский,
- Песковский,
- Русановский,
- Таловский,
- Токаревский,
- Щучинский.